# Turośń Kościelna (gmina)
Turośń Kościelna – gmina wiejska w województwie podlaskim, w powiecie białostockim. W latach 1975–1998 gmina położona była w województwie białostockim.
Siedziba gminy to Turośń Kościelna.
Według danych z 30 czerwca 2012 gminę zamieszkiwało 5850 osób.
Na terenie gminy funkcjonuje lądowisko Turośń Kościelna.

## Zabytki
- rzymskokatolicki kościół pw. Św. Trójcy w Turośni Kościelnej z 1778 r.,
- prawosławna kaplica pw. św. Barbary w Baciutach z końca XVIII w.,
- prawosławna cerkiew pw. św. Mikołaja Cudotwórcy w Topilcu z 1870 r.,
- prawosławna kaplica cmentarna pw. św. Jerzego w Topilcu z 1882 r.,
- rzymskokatolicki kościół pw. św. Antoniego w Niewodnicy Kościelnej z 1889 r.,
- plebania parafii rzymskokatolickiej w Turośni Kościelnej z 1890 r.,
- pawilon dworski w stylu barokowym wzniesiony po 1765 roku dla starosty boreckiego Jana Wiktoryna Zaleskiego,
- rzymskokatolicka kapliczka słupowa na wsch. skraju Turośni Kościelnej,
- kuty w metalu, wotywny krzyż prawosławny na kamiennym postumencie z cyrylicznymi inskrypcjami pochodzący z 1912 r., znajdujący się przy wjeździe do Baciut.

## Struktura powierzchni
Według danych z roku 2002 gmina Turośń Kościelna ma obszar 140,3 km², w tym:
- użytki rolne: 62%
- użytki leśne: 24%

Gmina stanowi 4,7% powierzchni powiatu.

## Demografia

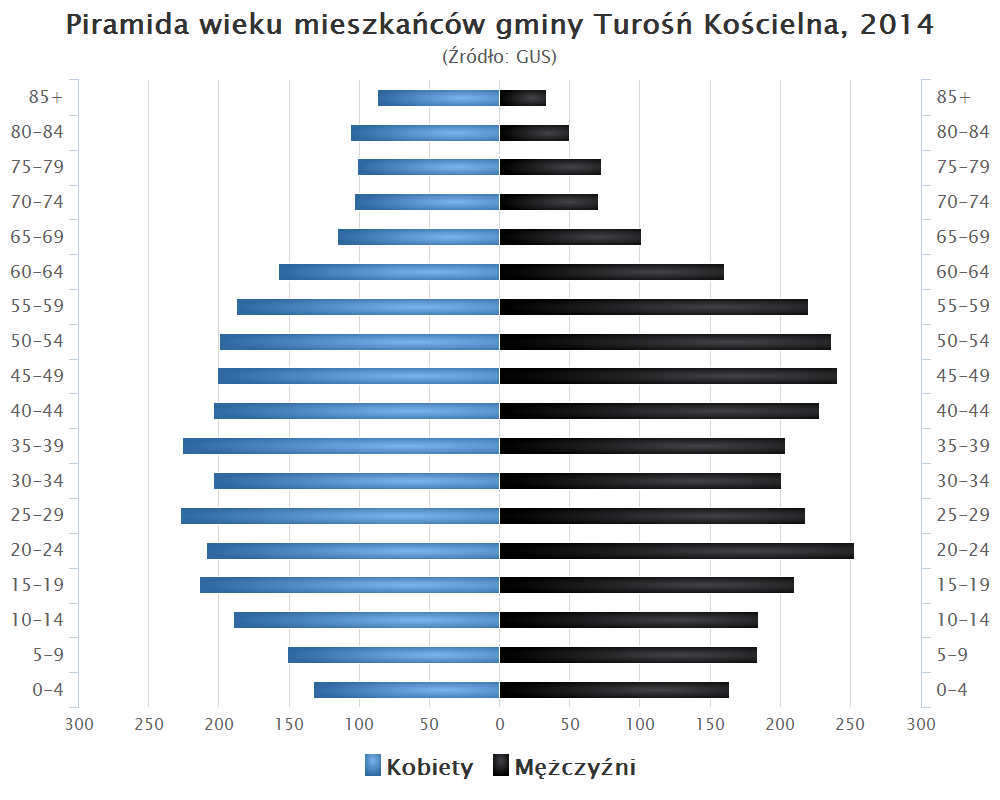
Piramida wieku mieszkańców gminy Turośń Kościelna w 2014 roku

Dane z 30 czerwca 2012:
| Opis                              | Ogółem | Ogółem | Kobiety | Kobiety | Mężczyźni | Mężczyźni |
| --------------------------------- | ------ | ------ | ------- | ------- | --------- | --------- |
| jednostka                         | osób   | %      | osób    | %       | osób      | %         |
| populacja                         | 5850   | 100    | 2920    | 49,92   | 2930      | 50,08     |
| gęstość zaludnienia (mieszk./km²) | 41,70  | 41,70  | 20,81   | 20,81   | 20,89     | 20,89     |

## Sołectwa
Baciuty, Baciuty-Kolonia, Baciuty Stacja, Barszczówka, Bojary, Borowskie Cibory, Borowskie Gziki, Borowskie Michały, Borowskie Skórki, Borowskie Żaki, Chodory, Czaczki Małe, Czaczki Wielkie, Dobrowoda, Dołki, Iwanówka, Juraszki, Lubejki, Markowszczyzna, Niecki, Niewodnica Korycka, Niewodnica Kościelna, Piećki, Pomigacze, Stoczki, Tołcze, Topilec, Topilec-Kolonia, Trypucie, Turośń Dolna, Turośń Kościelna (2 sołectwa), Zalesiany, Zawady.

## Miejscowości niesołeckie
Borowskie Olki, Borowskie Wypychy.

## Sąsiednie gminy
Choroszcz, Juchnowiec Kościelny, Łapy, Suraż